# باول بيرلينر
باول بيرلينر (بالإنجليزية: Paul Berliner)‏ هو عالم موسيقى بريطاني وأمريكي، ولد في 1946.

## وصلات خارجية
- باول بيرلينر على موقع ميوزك برينز (الإنجليزية)